# Shturm Ruza
Shturm-2002 Moskovskaya Oblast é um clube de polo aquático da cidade de Ruza, Rússia.

## História
O clube foi fundado em 2002. 

## Títulos
- Liga Russa de Polo aquático
  - 2005, 2006, 2008, 2009